# Kelly Gruber
Kelly Wayne Gruber (Houston, Texas, 26 de febrero de 1962), más conocido como Kelly Gruber, es un exjugador profesional estadounidense de béisbol que se desempeñó en la posición de tercera base en las Grandes Ligas de Béisbol (MLB). Logró obtener un Guante de Oro.

## Carrera
Gruber jugó como profesional nueve temporadas en Toronto Blue Jays (1984-1992), después pasó a California Angels, donde jugó una temporada (1993), y fue el equipo en el que se retiró.

## Premios
Fue galardonado con el Guante de Oro en una oportunidad (1990).